# Dimitar Marasliev
Dimitar Hrisztov Marasliev (bolgárul: МДимитьр Xристов Марашлиeв; Harmanli, 1947. augusztus 31. – 2018. július 12.) bolgár válogatott labdarúgó.
A bolgár válogatott tagjaként részt vett az 1970-es világbajnokságon.

## Sikerei, díjai
CSZKA Szofija
- Bolgár bajnok (6): 1968–69, 1970–71, 1971–72, 1972–73, 1974–75, 1975–76
- Bolgár kupa (4): 1968–69, 1971–72, 1972–73, 1973–74